# لمس کوچولو
«لمس کوچولو» ترانه‌ای از گروه گرلز جنریشن اوه! جی‌جی است که به عنوان یک آلبوم تک‌آهنگ دیجیتال در تاریخ ۵ سپتامبر ۲۰۱۸ توسط اس.ام. انترتینمنت منتشر شد. متن ترانهٔ این آهنگ توسط اودال پارک و چوی جی یئون سروده شده و موسیقی آن توسط لنس شیپ، راشل کندی، ناتالیا مارشال، لورل بارکر، VMP و لیون‌چیلد ساخته شده‌است.

## فهرست آهنگ
| دانلود دیجیتال | دانلود دیجیتال        | دانلود دیجیتال          | دانلود دیجیتال                                            | دانلود دیجیتال |
| شماره          | نام                   | سراینده                 | آهنگساز                                                   | مدت            |
| -------------- | --------------------- | ----------------------- | --------------------------------------------------------- | -------------- |
| ۱.             | «لمس کوچولو»          | اودال پارک چویی جی یئون | لنس شیپ راشل کندی ناتالیا مارشال لورل بارکر VMP لاین‌چایلد | ۳:۰۹           |
| ۲.             | «فرمتا (توقف)»        | کیم سونگ وو             | آندریاس اوبرگ ماریا مارکوس فردریک توماندر یوهان بکر       | ۳:۵۸           |
| ۳.             | «لمس کوچولو (بی‌کلام)» |                         | لنس شیپ راشل کندی ناتالیا مارشال لورل بارکر VMP لاین‌چایلد | ۳:۰۷           |
| ۴.             | «فرمتا (بی‌کلام)»      |                         | آندریاس اوبرگ ماریا مارکوس فردریک توماندر یوهان بکر       | ۳:۵۶           |

## نمودار
| نمودار (۲۰۱۹)                                 | اوج موقعیت |
| --------------------------------------------- | ---------- |
| ژاپن (100 داغ بیلبورد ژاپن)                   | 33         |
| تک‌آهنگ‌های جدید نیوزیلند (RMNZ)                | 39         |
| کره جنوبی (100 داغ)                           | ۴          |
| کره جنوبی (نمودار آلبوم گائون)                | ۳          |
| کره جنوبی (نمودار دیجیتال گائون)              | ۷          |
| آهنگ‌های دیجیتال ایالات متحده آمریکا (بیلبورد) | ۳          |

## فروش
| منطقه     | فروش    |
| --------- | ------- |
| کره جنوبی | ۴۳٬۱۹۱+ |

## تاریخ انتشار
| منطقه         | تاریخ          | قالب                          | برچسب  |
| ------------- | -------------- | ----------------------------- | ------ |
| در سراسر جهان | ۵ سپتامبر ۲۰۱۸ | دانلود دیجیتال، SMC، پخش صوتی | اس.ام. |

## جوایز و نامزدها
| سال  | جایزه | دسته‌بندی | نامزد کار    | نتیجه    |
| ---- | ----- | -------- | ------------ | -------- |
| ۲۰۱۸ | ماما  | آهنگ سال | «لمس کوچولو» | نامزد شد |